# Auslegeschrift

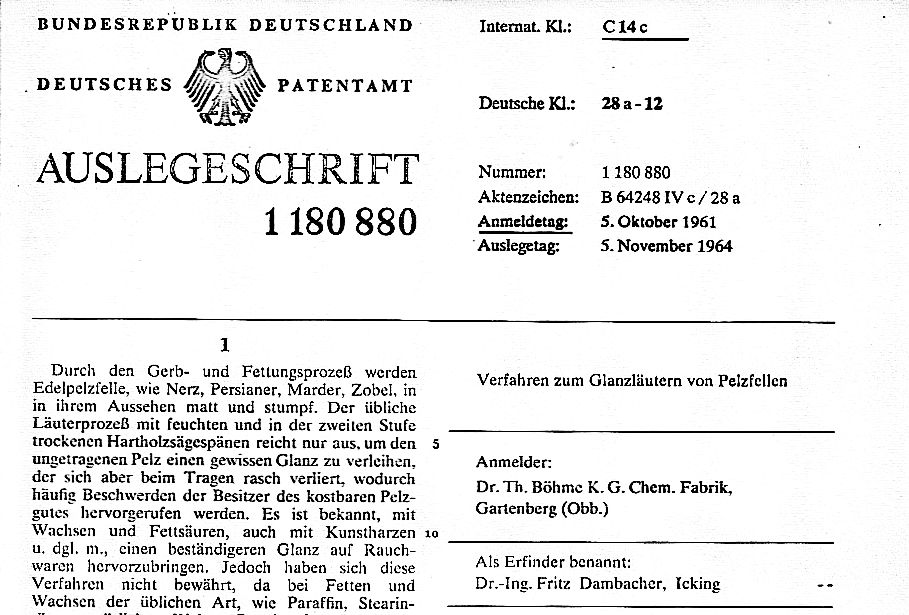
Kopf einer Auslegeschrift

Bis 31. Dezember 1956 veröffentlichte das Deutsche Patent- und Markenamt (DPMA) lediglich Patentschriften. Vom 1. Januar 1957 bis 1981 wurden zusätzlich Auslegeschriften erstellt, die vor der Patentschrift veröffentlicht wurden. Für Auslegeschriften wurden die Veröffentlichungsnummern beginnend mit 1.000.000 verwendet.
Eine Auslegeschrift war eine Druckschrift der geprüften und angenommenen Anmeldung, um Dritten die Möglichkeit des Einspruchs vor der Patenterteilung zu geben. Erfolgte innerhalb der Einspruchsfrist von drei Monaten kein Einspruch, wurde das Patent erteilt und die Patentschrift veröffentlicht. 
Seit 1981 werden keine Auslegeschriften mehr veröffentlicht, sondern es gibt nur noch eine Offenlegungsschrift 18 Monate nach dem Anmeldetag (oder ggfs. einem früheren Prioritätstag) und nach Patenterteilung eine Patentschrift.